# Indische Volleyballnationalmannschaft der Frauen
Die indische Volleyballnationalmannschaft der Frauen ist eine Auswahl der besten indischen Spielerinnen, die die Volleyball Federation of India bei internationalen Turnieren und Länderspielen repräsentiert.

## Geschichte

### Weltmeisterschaft
Bei der bislang einzigen Teilnahme an einer Volleyball-Weltmeisterschaft wurde Indien 1952 Achter.

### Olympische Spiele
Indien konnte sich bisher nicht für Olympische Spiele qualifizieren.

### Asienmeisterschaft
Bei der Volleyball-Asienmeisterschaft 1979 wurde Indien Siebter. 1991 reichte es nur noch zum 14. Platz. Das Turnier 2005 beendete Indien auf Rang elf.

### World Cup
Am World Cup war Indien bisher nicht beteiligt.

### Weltliga
Der World Grand Prix fand bisher ohne indische Beteiligung statt.